# Заломка
Заломка (словац. Zálomka) — річка; права притока Рімавиці, протікає в округах Брезно і Полтар.
Довжина приблизно 6,1 км. Витік знаходиться в масиві Вепорські гори (геоморфологічна підодиниця Сільянські гори); схил гори Чєртаж) — на висоті приблизно 1055—1060 метрів.
Протікає територією сіл Лом-над-Рімавіцоу і Кокава-над-Рімавіцоу. Впадає в Рімавицю на висоті приблизно 640—645 метрів.